# Perdita nevadensis
Perdita nevadensis är en biart som beskrevs av Cockerell 1896. Perdita nevadensis ingår i släktet Perdita och familjen grävbin. Inga underarter finns listade i Catalogue of Life.